# Huili (köpinghuvudort i Kina, Shandong Sheng, lat 37,33, long 121,32)
Huili (kinesiska: 回里, 回里镇) är en köpinghuvudort i Kina. Den ligger i provinsen Shandong, i den östra delen av landet, omkring 390 kilometer öster om provinshuvudstaden Jinan. Antalet invånare är 27 471. Befolkningen består av 13 725 kvinnor och 13 746 män. Barn under 15 år utgör 9,0 %, vuxna 15-64 år 75 %, och äldre över 65 år 15,0 %.
Runt Huili är det tätbefolkat, med 947 invånare per kvadratkilometer. Närmaste större samhälle är Yantai, 19,2 km nordost om Huili. Trakten runt Huili består till största delen av jordbruksmark.
Genomsnittlig årsnederbörd är 748 millimeter. Den regnigaste månaden är juli, med i genomsnitt 264 mm nederbörd, och den torraste är februari, med 12 mm nederbörd.